# خاطرات ملکه ویکتوریا

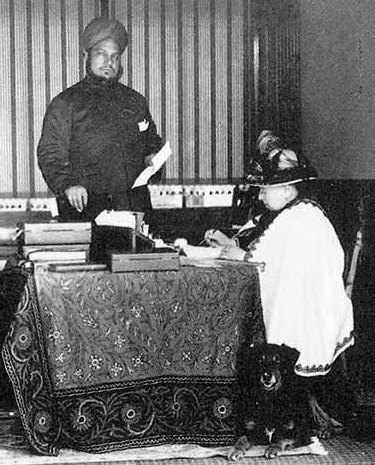
ملکه ویکتوریا در حال رسیدگی به یادداشت‌هایش. منشی هندی‌اش، عبدالکریم، و سگ کولی مورد علاقه‌اش، نوبل، در کنارش هستند.

امضای ویکتوریا

ملکه ویکتوریا در درازای زندگی خود خاطراتش را یادداشت و نگهداری می‌کرد. پس از مرگ ویکتوریا، یادداشت‌ها توسط دخترش شاهدخت بئاتریس در ۱۲۲ جلد سانسور و تدوین شدند. گزیده‌هایی از این خاطرات در طول زندگی ویکتوریا منتشر شد و فروش خوبی داشت. این مجموعه در بایگانی سلطنتی نگهداری می‌شود و در سال ۲۰۱۲ با همکاری کتابخانه‌های بودلیان به صورت برخط در دسترس قرار گرفت.

## آغاز
ویکتوریا در سال ۱۸۳۲، زمانی که تنها سیزده سال داشت، به توصیه مادرش شروع به نوشتن دفتر خاطرات روزانه کرد؛ اولین کلماتش این بود: «این کتاب را مامان به من داده تا بتوانم خاطرات سفرم به ولز را در آن بنویسم.»  نگهداری چنین دفتر خاطراتی در آن زمان رایج بود. او این کار را توسط معلم سرخانه‌اش، لزن، آموزش دید و مادرش تا زمان ملکه‌شدن ویکتوریا، هر روز دفتر خاطرات را بررسی می‌کرد. 
ویکتوریا تا ده روز قبل از مرگش، یعنی ۶۹ سال بعد، به نوشتن ادامه داد و ۱۲۲ جلد دفتر را نوشت. او همچنین نامه‌های زیادی نوشت و با احتساب خاطرات روزانه، تخمین زده می‌شود که روزانه بیش از دو هزار کلمه می‌نوشت - حدود شصت میلیون کلمه در طول زندگی‌اش. 

## انتشار
گزیده‌هایی از خاطرات او در زمان زنده‌بودنش منتشر شد، مانند «برگ‌هایی از دفتر خاطرات زندگی ما در ارتفاعات» که در سال ۱۸۶۸ منتشر شد. چاپ اول این کتاب بیست‌هزار نسخه فروخت که چشمگیر بود. نسخه‌های بعدی هم چاپ شدند و نیز دنباله‌ای با عنوان «برگ‌های بیشتر از دفتر خاطرات زندگی ما در ارتفاعات» منتشر شد. همچنین‌ گزیده‌هایی از خاطرات او در زندگینامه پرنس آلبرت نوشته تئودور مارتین با عنوان «زندگی والاحضرت شاهزاده همسر» که در پنج جلد از سال ۱۸۷۵ تا ۱۸۸۰ منتشر شد، آمده است 

## سانسور

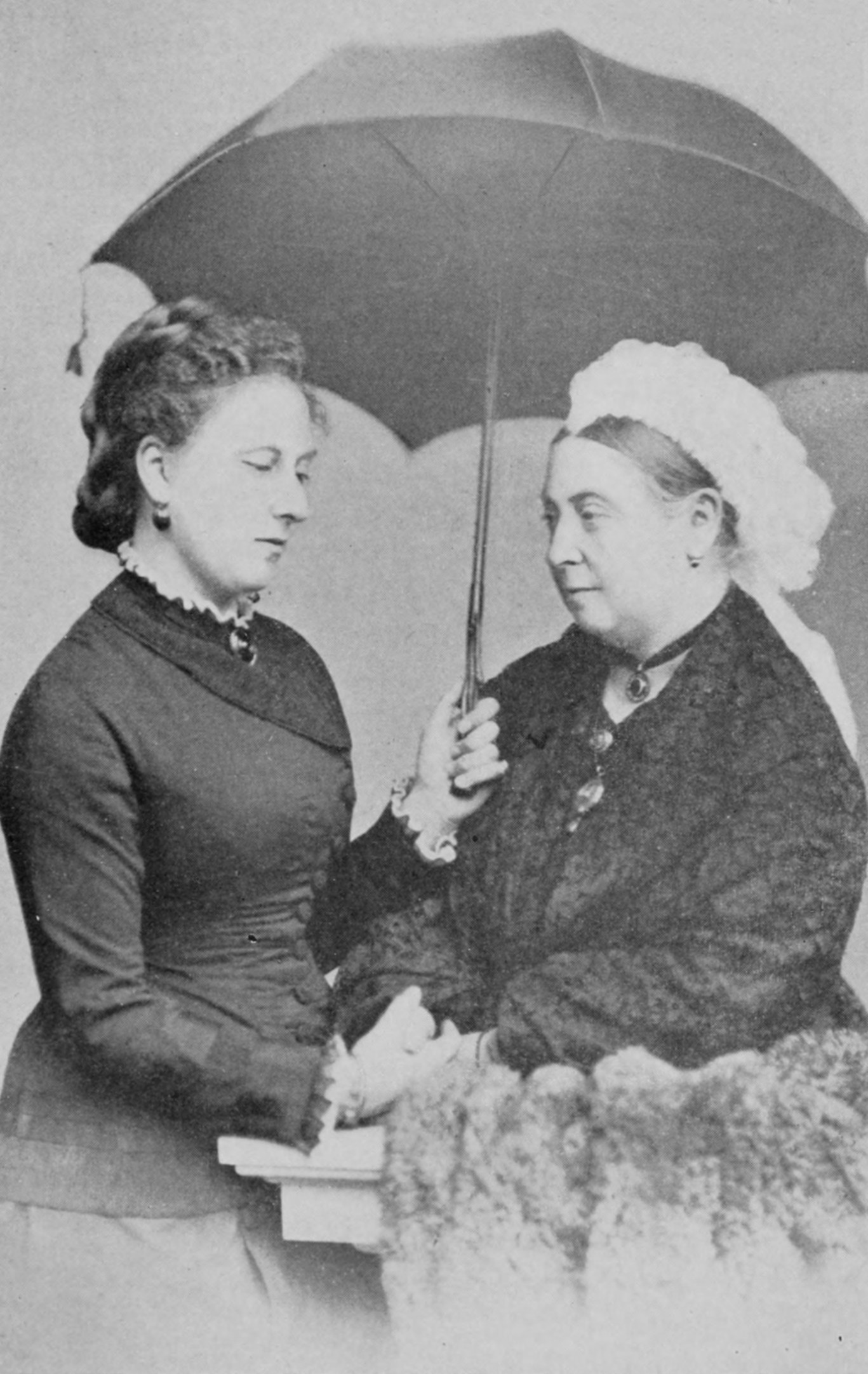
ملکه ویکتوریا و شاهدخت بئاتریس٬ ۱۹۰۴

دختر ویکتوریا، بئاتریس، وصی ادبی او بود. او تمام دفتر خاطرات را بررسی می‌کرد و طبق دستور ملکه، هر چیزی را که ممکن بود خانواده سلطنتی را ناراحت کند، حذف می‌کرد. نسخه سانسورشده‌ای که توسط بئاتریس تهیه شده بود، ۱۱۱ جلد دست‌نویس را پر می‌کرد. اکثر نسخه‌های اصلی از سال ۱۸۴۰ به بعد، علی‌رغم مخالفت نوه ویکتوریا، شاه جورج پنجم و همسرش، ملکه مری، نابود شدند.  ماهیت ویرایش بئاتریس را می‌توان با مقایسه با نسخه‌های تایپی که قبلاً توسط لرد اشر برای کتابش، «دختر بودن ملکه ویکتوریا»، تهیه شده بود، قضاوت کرد.  این نسخه‌ها دوره ۱۸۳۲ تا ۱۸۴۰ را پوشش می‌دهند. به عنوان مثال، در ۱۳ فوریه ۱۸۴۰، ویکتوریا لذت خود را از پوشیدن جوراب‌های آلبرت و سپس تماشای او در حال اصلاح ریش، ثبت کرد. این واقعه در نسخه بئاتریس وجود ندارد:   
| ویرایش اشر | ویرایش بئاتریس |
| --- | --- |
| ساعت بیست دقیقه به ۹ بیدار شدم. آلبرت عزیزم کمکم کرد جوراب‌شلواری‌‌ام را بپوشم. وارد شدم و دیدم که او صورتش را اصلاح می‌کند؛ خیلی خوشحال شدم. ساعت نه و نیم با هم صبحانه خوردیم. برای لرد م. در اتاق آ. نوشتم. برایش آواز خواندم. لباس پوشیده و ... از اتاق وسطی که لرد ملبورن با آلبرت بود عبور کردم. دفتر خاطراتم را نوشتم. من و آ. به دیدن مامان رفتیم. ساعت بیست دقیقه به ۱ آلبرت، آلبرت عزیزم، مرا با کالسکه پونی بیرون برد، خانم‌ها با کالسکه‌ها و آقایان سوار بر اسب دنبالم آمدند. با پاپا که دوشس ساترلند را می‌راند، آشنا شدیم. با سگ‌های شکاری که به خانه می‌آمدند آشنا شدیم. ارنست را با کت قرمز و چکمه‌های ساق بلند دیدیم؛ و با روحیه‌ای بالا در شکار بودیم. روز خوبی بود؛ ساعت دو و ده دقیقه به خانه برگشتیم. ساعت دو و نیم همه در اتاق بلوط ناهار خوردیم. مامان به اتاق‌هایمان آمد و سپس ارنست آمد و پیش ما ماند. ساعت چهار و پنج دقیقه بعد از ظهر، لرد ملبورن پیش من آمد و تا ساعت پنج دقیقه به پنج پیش من ماند. حالش خیلی خوب نبود؛ از اینکه ما را بیرون انداخته‌اند صحبت کرد؛ خبرهای بدی از چین رسیده بود.؛ ... | بعد از صبحانه به دیدن مامان رفتیم و من دفتر خاطراتم را نوشتم و غیره. — قبل از ساعت ۱، آلبرت عزیزم مرا با اسب پونی فیتون بیرون برد، خانم‌ها با کالسکه دنبالم آمدند و آقایان سوار بر اسب. ما با بابا که سوار بر اسب ساترلند بود و سگ‌های شکاری که برمی‌گشتند، ارنست را با کت قرمز و چکمه‌های ساق بلند، با روحیه‌ای بالا در شکار ملاقات کردیم. روز خوبی بود. — همه ما در اتاق‌های بلوط ناهار خوردیم. بعد از آن مامان به اتاق‌های ما آمد و سپس ارنست آمد و پیش ما ماند. — قبل از ساعت ۴، بانو ملبورن را دیدم که تقریباً یک ساعت پیش من ماند. صحبت از خبرهای بد از چین شد؛ ... |

## بایگانی
این دفترچه‌ها در آرشیو سلطنتی قلعه ویندزور نگهداری می‌شوند. در سال ۲۰۱۲، این دفترچه‌ها اسکن شده و به عنوان یک پروژه ویژه برای جشن الماسی ملکه الیزابت دوم، نواده ملکه ویکتوریا، به صورت آنلاین در دسترس قرار گرفتند.  اگرچه در ابتدا به صورت رایگان در سراسر جهان در دسترس قرار گرفت، اما از اواسط سال ۲۰۱۳ دسترسی رایگان به دفترچه‌های خاطرات فقط به کاربران داخل بریتانیا محدود شده است.